# شنيانغ جيه-8
شنيانغ جيه-8 (بالصينية: 歼-8؛ لقب تعريف الناتو: Finback) هي عائلة من طائرات الاعتراض التي تم تطويرها بواسطة معهد 601 (شنيانغ) في جمهورية الصين الشعبية. تم تصورها في أوائل الستينيات كبرنامج منخفض المخاطر يعتمد على تكبير طائرة ميكويان-جوريفيتش ميج-21إف، وهي نسخة كانت جمهورية الصين الشعبية تنتجها باسم تشنغدو جيه-7. واجهت الطائرة جيه-8 تطورًا مطولًا بسبب الاضطرابات الناتجة عن الثورة الثقافية؛ حيث قامت النماذج الأولية بأول رحلة لها في عام 1969، ولكن لم يتم الانتهاء من تصميمها حتى عام 1979، ودخلت الخدمة في عام 1980.
جيه-8آي آي/جيه-8بي (لقب تعريف الناتو: Finback-B) كانت تطورًا رئيسيًا لطائرة جيه-8 وكانت في الأساس طائرة جديدة تمامًا. استبدلت جيه-8آي آي مدخل الهواء الأنفي المميز بقبة رادارية تقليدية ومداخل هواء جانبية، مما أتاح مساحة لرادار حديث للتحكم في النيران، واستخدمت محركات أكثر قوة. بدأ تطوير الطائرة في عام 1982، وتمت الموافقة على إنتاجها ودخولها الخدمة في عام 1988. كانت جيه-8آي آي الأساس لجميع الإضافات الرئيسية اللاحقة إلى عائلة جيه-8.

## التطوير

### جيه-8

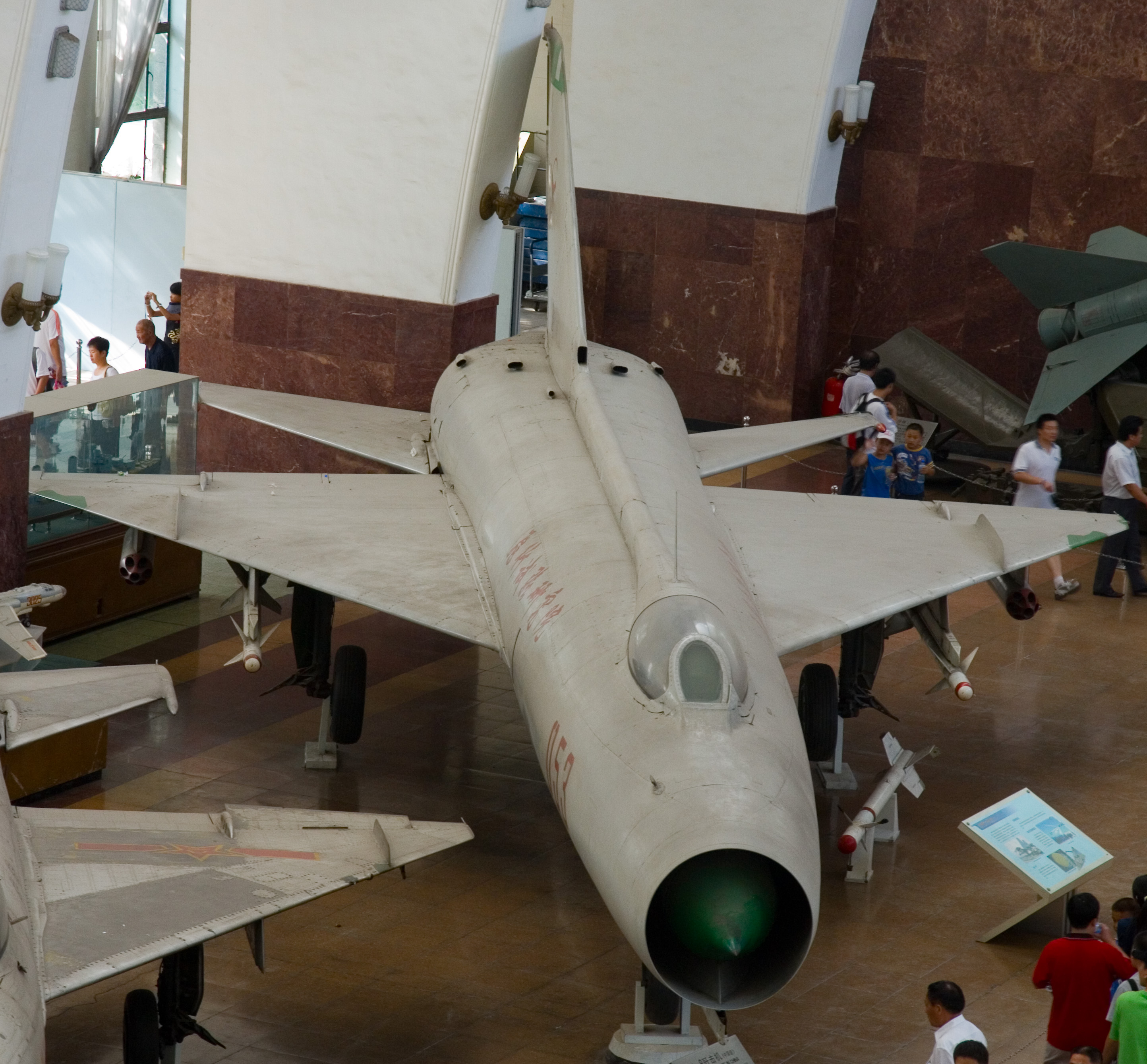
جيه-8 في متحف بكين العسكري.

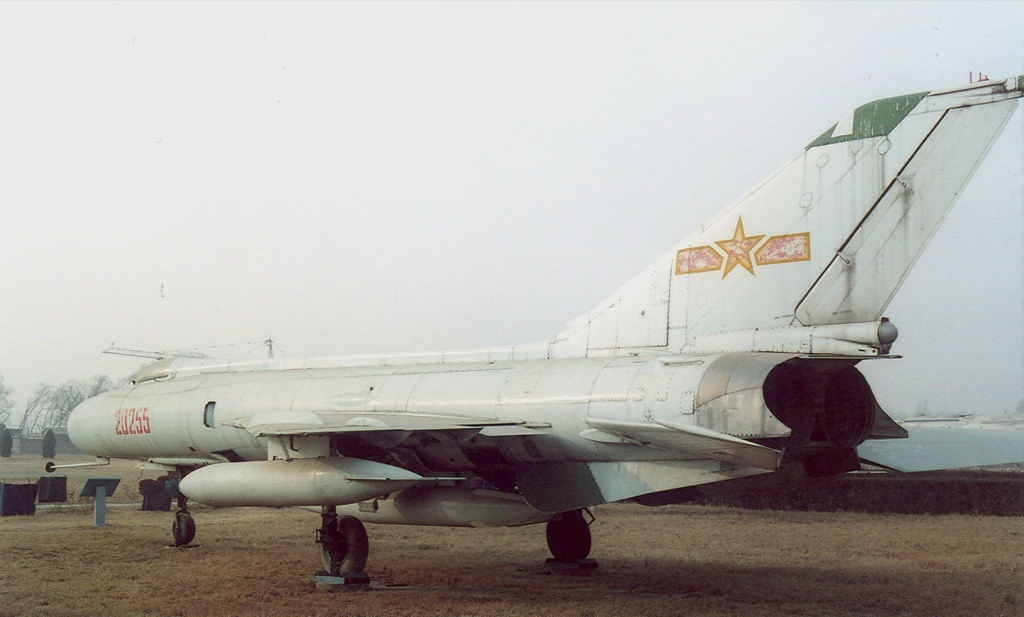
جيه-8 من الخلف.

بحلول عام 1964، أصبحت طائرة تشنغدو جيه-7 غير قادرة على تنفيذ مهام الاعتراض بعيدة المدى وعالية الارتفاع. وفي 25 أكتوبر من نفس العام، عقدت المؤسسة الصينية للطيران مؤتمرًا لمناقشة مقاتلات المستقبل. قدم معهد 601 اقتراحين: الأول كان طائرة بمحركين مستندة إلى "تصميم مكبر" للجيه-7، والتي أصبحت جيه-8، والثاني كان خيارًا بمحرك واحد أكثر أداءً وأصبح لاحقًا تشنغدو جيه-9. تم متابعة كلا الخيارين، لكن جيه-8 كانت أقل خطورة تقنيًا وحظيت بأولوية ودعم سياسي أكبر، بينما تم إلغاء جيه-9 في عام 1980. وافق جيش التحرير الشعبي الصيني على متطلبات التشغيل في 17 مايو 1965، وأصبح كل من هوانغ زهيكيان المصمم الرئيسي وغو سونغفن نائبه.
شاركت جيه-8 بعض المزايا مع جيه-7، بما في ذلك قمرة القيادة ذات الغطاء المفصلي الأمامي، وتصميم معدات الهبوط، وموقع مكابح الهواء البطنية. كما تميز الذيل بزعنفتين بطنية تشبهان زعنفة جيه-7 البطنية الواحدة. تم تشغيل الطائرة بمحركين نفاثين توربينيين مع حارق لاحق من طراز لي يانغ WP-7B. وكان مدخل الهواء الأنفي يحتوي على مخروط صغير يضم رادار محدد مدى. تم تركيب مدفعين من طراز تايب 30-1 (نودلمان-ريختر إن.أر-30) أسفل قمرة القيادة. كما كانت تحتوي على ثلاث نقاط تعليق، واحدة تحت كل جناح وواحدة في وسط جسم الطائرة، مع قدرة إجمالية على حمل 2.5 طن.
عانى البرنامج من اضطرابات خلال السبعينيات. توفي هوانغ في حادث تحطم طائرة في مايو 1965 وتم استبداله بـ وانغ نانشو. اكتمل العمل على التصميم في سبتمبر، وتم الانتهاء من نموذج بالحجم الكامل ومراجعته بحلول ديسمبر. وكان من المتوقع أن يكمل مصنع طائرات شنيانغ النموذج الأولي بحلول نهاية عام 1966، ولكن توفي كبير المهندسين غاو فانغتشي، وتم فصل خليفته ليو هونغتشي في نوفمبر 1966 أثناء الثورة الثقافية. تم نقل التطوير إلى "قيادة تطوير جيه-8 المشتركة" بقيادة وانغ شين. تم بناء النموذجين الأوليين ببطء شديد "تقريبًا بشكل سري". تم بناء النموذج الأول، "001 Red"، بين أغسطس 1967 ويونيو 1968. تعرض 001 Red لأضرار أثناء اختبارات القيادة عالية السرعة في 19 ديسمبر 1968، ونجح في أول رحلة له في 5 يوليو 1969 بقيادة الطيار يين يوهوان. بعد ذلك، توقف البرنامج بسبب تفكيك قيادة اختبار الطيران ومكتب التصميم الرئيسي لشنيانغ. ولم يُعاد تشكيل مكتب التصميم حتى عام 1979 عندما تمت ترقية غو إلى مصمم رئيسي.
بين عامي 1969 و1979، سجل النموذجان 001 Red و002 Red ما مجموعه 1025 رحلة و663 ساعة طيران فقط. كشفت الاختبارات الجوية والثابتة عن العديد من المشكلات، بما في ذلك الاهتزازات الشديدة عند السرعات العابرة والمفرطة للصوت، وارتفاع درجة حرارة جسم الطائرة الخلفي عند السرعات الفائقة للصوت، وعدم موثوقية المحركات، وضعف هيكل الطائرة. تم حل جميع هذه المشكلات في النهاية، على الرغم من استمرار المعاناة من ضعف الاستقرار الاتجاهي. تم الانتهاء من التصميم في 31 ديسمبر 1979.

### جيه-8إيه
تم الاعتراف بأن الطائرة جيه-8 متقادمة بالفعل عندما دخلت الخدمة رسميًا في 2 مارس 1980. بدأ تطوير النسخة المحسنة جيه-8 أي (لاحقًا جيه-8إيه) في شنيانغ في فبراير 1978. استبدلت جيه-8 أي جهاز تحديد المدى الراداري برادار إس أر-4 وأضيفت قدرة إطلاق صواريخ جو-جو من طراز بي إل-4، لكن كلاً من الرادار والصاروخ كانا لا يزالان قيد التطوير عندما وافقت لجنة الاعتماد الحكومية على مواصفات الطائرة في 2 مارس 1980. في النهاية، فشل مشروع بي إل-4 وتم استخدام صواريخ بي إل-2بي وبي إل-5 بدلاً منه.
استخدمت قمرة القيادة غطاء مكونًا من قطعتين، كما هو الحال في جيه-7 أي أي، ومقعد قذف جديد. تم استبدال كل مدفع من طراز تايب 30-1 بمدفع من طراز تايب 23-آي آي آي (جريازيف شيبونوف جي.إس.إتش-23).
تم الانتهاء من النموذج الأولي الأول في مايو 1980، لكنه دُمر في 25 يونيو أثناء أول تشغيل للمحرك، حيث تسببت أنبوبة هيدروليكية مكسورة في اندلاع حريق في حجرة المحرك. نتيجة لذلك، تم إعادة تصميم النظام الهيدروليكي لطائرة جيه-8. قامت النموذج الثاني بأول رحلة له في 24 أبريل 1981. اكتملت الاختبارات في نوفمبر 1984، وتمت الموافقة على إنتاج الطائرة في 27 يونيو 1985.
لم تلبِ جيه-8 أي أيضًا متطلبات العصر، وتم بناء حوالي 100 وحدة فقط قبل إنهاء الإنتاج في عام 1987.
تم تحويل بعض الطائرات إلى طراز جيه-8 أي إي باستخدام رادار جيه إل-7 من طائرة جيه-7سي ومجموعة من الأجهزة الإلكترونية من طائرة جيه-8 آي آي.

### جيه-8بي

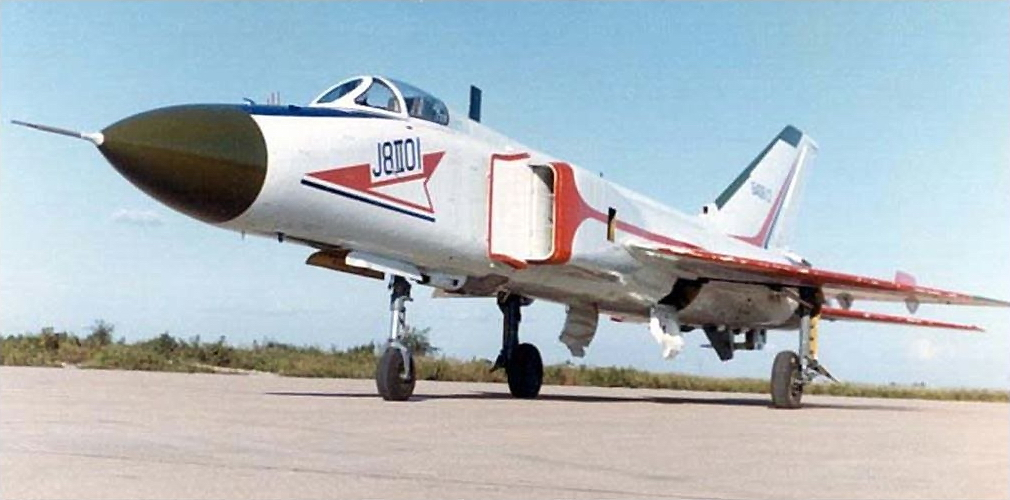
جيه-8بي

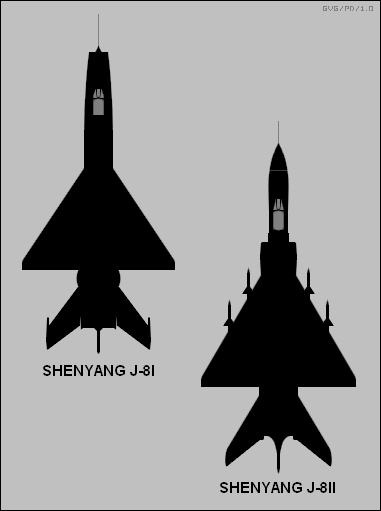
مقاربة بين جيه-8إيه وجيه-8بي.

في عام 1980، بدأت شركة شنيانغ في دراسة تحسين الطائرة جيه-8 باستخدام أفكار مستمدة من الطائرات المعاصرة مثل إف-4 فانتوم الثانية وميكويان-جوريفيتش ميج-23. بدأ غو وهي وينتشي العمل على تصميم ما أصبح يُعرف بـ جيه-8 أي أي (لاحقًا جيه-8بي) في عام 1982.
تم إعادة تصميم 70% من هيكل الطائرة جيه-8 وأنظمتها. تم استبدال مدخل الهواء الأنفي ومخروط الصدمة بقبة رادار بيضاوي الشكل ومداخل هواء جانبية لإفساح المجال لرادار نبضي دوبلري أكبر من نوع تايب 208. كما زاد عدد النقاط الصلبة الخارجية إلى سبع، وتم تزويد الطائرة بمدفع واحد من طراز تايب 23-أي أي أي.
تم تصميم جسم الطائرة وفقًا لقواعد المساحة، وتم استبدال المحركات بمحركات توربينية أكثر قوة من طراز WP-13A-II. تم استبدال الزعانف البطنية المزدوجة تحت الذيل بزعنفة واحدة أكبر مستوحاة من تصميم طائرة ميج-23، مع ميزة طي الزعنفة إلى اليمين عند الوقوف لتوفير مساحة على الأرض.
أدى تحسين نسبة القوة إلى الوزن إلى تحسين الأداء بشكل كبير، كما تحسنت قدرات المناورة، ولكن بقيت محدودة بسبب حد تحمل الجاذبية البالغ 6.9 g. تم الانتهاء من النموذج الأولي في مارس 1984 وقامت بأول رحلة لها في 12 يونيو. تمت الموافقة على الإنتاج والدخول في الخدمة في أكتوبر 1988. ومع ذلك، كانت أكبر المشاكل تتعلق بالإلكترونيات، وخصوصًا الرادار.
تم تحسين جيه-8بي لاحقًا إلى النسخة جي-8 أي أي بي (أو جيه-8بي بلوك 02)، والتي زُودت برادار كيه إل جيه-1 (تايب 208إيه) وأنظمة إلكترونيات مأخوذة من الطائرة جيه-7سي. قامت النسخة المحسنة بأول رحلة لها في نوفمبر 1989 وبدأ إنتاجها في عام 1996.

### جيه-8سي وجيه-8إف

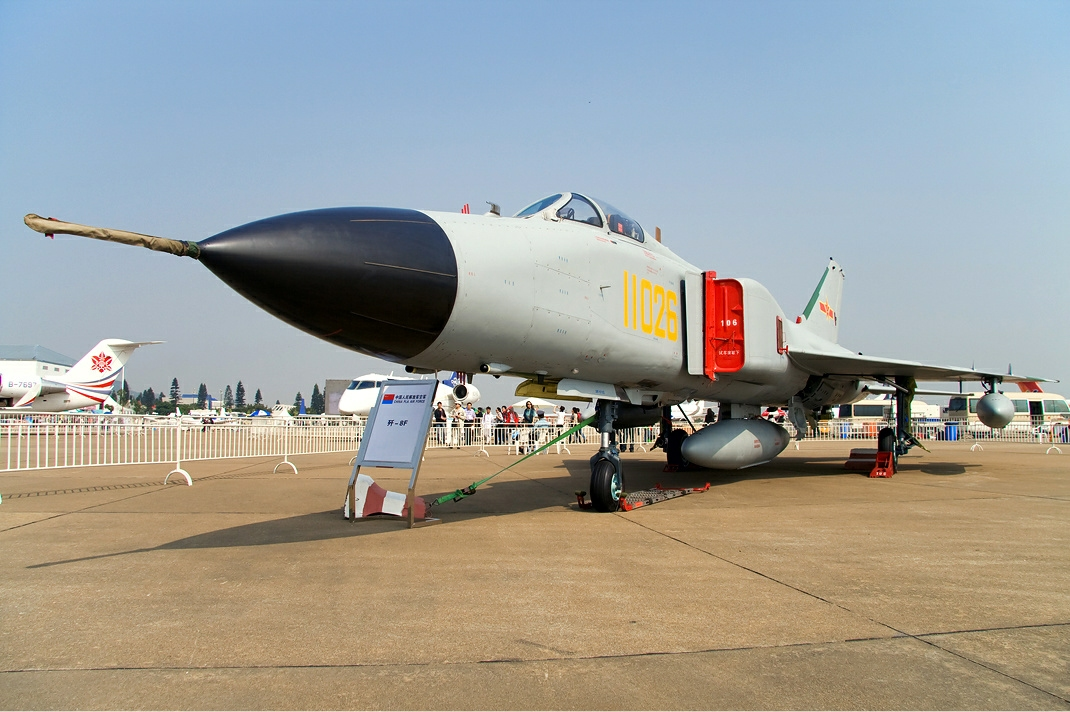
جيه-8إف.

كانت طائرة جيه-8 أي أي أي (التي عُرفت لاحقًا بجيه-8سي) محاولةً لتطوير طائرة جيه-8 أي أي في أوائل التسعينيات. تم التعاقد مع شركة أنظمة إلتا الإسرائيلية لتكييف رادار إي إل/إم-2034 للطائرة، لكن في النهاية تم استخدام الرادار المحلي تايب 1471.
حلق النماذج الأولية باستخدام محركات WP-13B، حيث كانت المحركات التوربينية Liyang WP-14 Kunlun قيد التطوير آنذاك. كما شهدت الطائرة تغييرات في تصميم الجناح الذي تم تزويده بأربعة حواجز (fences) بدلاً من اثنين، وتم تركيب مسبار للتزود بالوقود جواً يمكن فصله على الجانب الأيمن للطائرة.
تم اعتماد جيه-8 أي أي أي في عام 1995، ولكن تم إلغاء الإنتاج بسبب عدم جاهزية محركات WP-14.
قاد مشروع جيه-8سي لاحقًا إلى تطوير جيه-8إف، الذي بدأ العمل عليه في عام 1999 وأجرت الطائرة أول رحلة لها في عام 2000. كانت جيه-8إف مزودة برادار جيه إل-10 (تايب 1473) ومحركات WP-13B-II التوربينية.

### جيه-8دي وجيه-8اتس
كانت طائرة جيه-8 آي في (المعروفة أيضًا باسم جيه-8 آي آي إيه، ولاحقًا جيه-8دي) نسخة محسنة من جيه-8 أي أي، حيث تضمنت إلكترونيات طيران مشابهة لتلك المستخدمة في جيه-8 أي أي بي، بالإضافة إلى مسبار للتزود بالوقود جواً (IFR) قابل للفصل مشابه لذلك المستخدم في جيه-8 أي أي أي. لاحقًا، تم تعديل المسبار لأنه تسبب في ضوضاء داخل قمرة القيادة.
قامت جيه-8دي بأول رحلة لها في 21 نوفمبر 1990 ودخلت الخدمة في عام 1996، وكانت أول مقاتلة صينية قادرة على التزود بالوقود جواً. استخدمت الطائرة بشكل أساسي من قبل القوات الجوية البحرية لجيش التحرير الشعبي الصيني (PLANAF)، وتم تسليحها بصواريخ جو-جو بي إل-9.
تم تطوير جيه-8دي إلى طائرة القتال والهجوم جيه-8اتش. كانت جيه-8اتش مزودة برادار كيه إل جيه-1 (تايب 1492) وتم تسليحها بصواريخ جو-جو بي إل-11، وربما بصواريخ مضادة للإشعاع واي جيه-91. كما أنها تضمنت أربعة حواجز على الجناح، مثل جيه-8سي. بدأ تطوير الطائرة في عام 1995 ودخلت الخدمة في عام 2002.

### بيس بيرل
كان برنامج بيس بيرل "Peace Pearl" الذي بدأ في عام 1986 بالتعاون بين الصين والولايات المتحدة يهدف إلى ترقية 50-55 طائرة من طراز جيه-8 أي أي بإلكترونيات طيران أمريكية متقدمة، ومقاعد قذف مارتن-بيكر، وربما محركات أمريكية، مقابل تكلفة بلغت 502 مليون دولار أمريكي.
تم إرسال طائرتين إلى الولايات المتحدة لاستخدامهما في النماذج الأولية، وبدأ العمل فعليًا على المشروع. ومع ذلك، أدى قمع احتجاجات ميدان تيانانمن في عام 1989 إلى فرض عقوبات أمريكية، إلا أن البرنامج استمر لفترة وجيزة بإذن خاص. في النهاية، ألغت الصين المشروع في عام 1990 بسبب التوترات السياسية والقيود المفروضة.

## تاريخ التشغيل
في 1 أبريل 2001، اصطدمت طائرة صينية من طراز جيه-8بي بطائرة استطلاع استخبارات الإشارات التابعة للبحرية الأمريكية لوكهيد إي بيه-3إي أريس الثانية على بعد 70 ميلاً جنوب شرق جزيرة هاينان. تحطمت طائرة جيه-8بي، وقُتل الطيار وانغ وي بعد فشل مظلته في الفتح.
تعرضت طائرة إي بيه-3إي لأضرار جسيمة، لكنها تمكنت من الهبوط اضطرارياً في جزيرة هاينان. نجا جميع أفراد طاقمها البالغ عددهم 24 شخصاً.

## النسخ
- جيه-8: النسخة الأصلية. لقب تعريف الناتو: Finback-A.
- جيه-8إيه: نسخة محسّنة من طراز جيه-8، مزوّدة برادار إس أر-4 وصواريخ جو-جو. كانت تُعرف سابقًا باسم جيه-8 آي.[11]
- جيه-8 آي إي: تطوير لطراز جيه-8إيه، مزود بأجهزة إلكترونية محدثة تشمل رادار جيه إل-7. تم تحويلها من جيه-8إيه بعد تطوير جيه-8بي.[13]
- جيه زد-8: نسخة استطلاعية مزوّدة بحاضن كاميرا على النقطة الصلبة المركزية. تم تحويلها من جيه-8 في منتصف الثمانينيات بعد تطوير جيه-8بي.
- جيه-8 أكت: منصة اختبار تقنية التحكم النشط، لنظام التحكم بالطيران عبر الأسلاك (fly-by-wire) بنسختيه التناظرية والرقمية. تم تحويل طائرة واحدة في أواخر الثمانينيات، لكنها تحطمت في 23 أبريل 1991.
- جيه-8بي: إعادة تصميم جذري لطراز جيه-8، مزودة برادار نبضي دوبلري (تايب 208)، ومحركات WP-13A-II، وزيادة في الحمولة. كانت تُعرف سابقًا باسم جيه-8 آي آي، ولقب تعريف الناتو Finback-B.
- جيه-8بي بلوك 02: تحسين لطراز جيه-8بي، مزود برادار كيه إل جيه-1 (تايب 208إيه) وإلكترونيات طيران محسّنة. كان يُعرف سابقًا باسم جيه-8 آي آي بي.[5]
- برنامج "بيس بيرل": ترقية لطراز جيه-8بي، تضمنت إلكترونيات ومحركات أمريكية. أُلغيت بعد أحداث ساحة تيانانمن 1989.
- جيه-8سي: تحسين لطراز جيه-8بي، مزود بمسبار للتزود بالوقود جوًا، ورادار إلتا إي إل/إم-2034 (ثم تايب 1471)، ومحركات WP-13B. أُلغيت بسبب عدم توفر المحرك المستهدف WP-14.[15]
- جيه-8دي: تحسين لطراز جيه-8بي مع مسبار للتزود بالوقود جوًا، وإلكترونيات طيران مشابهة لطراز جيه-8بي بلوك 02. لقب تعريف الناتو Finback-B Mod.
- جيه-8إف: تطوير لطراز جيه-8سي، مزود برادار جيه إل-10 (تايب 1473) وصواريخ بي إل-11.
- جيه-8اتش: تطوير لطراز جيه-8دي لدور المقاتلة/الهجوم. مزود برادار كيه إل جيه-1 (تايب 1492) وصواريخ بي إل-11 وصواريخ مضادة للإشعاعات واي جيه-91.
- جيه زد-8إف: نسخة استطلاعية من طراز جيه-8إف، مع استبدال المدفع بكاميرا داخلية.
- جيه-8 آي آي أكت: منصة اختبار لنظام التحكم بالطيران عبر الأسلاك الرقمي. أُضيفت زعانف صغيرة على مداخل الهواء لإحداث عدم استقرار. نفذت 49 رحلة بين عامي 1996 و1999.
- إف-8بي: نسخة تصديرية من طراز جيه-8بي.[5]
- إف-8 آي آي إم: تحسين لطراز جيه-8بي للتصدير، مزود بإلكترونيات وأسلحة روسية.

## المستخدمون
الصين
- القوات الجوية لجيش التحرير الشعبي الصيني: 50 جيه-8إف/اتش، 24 جيه زد-8، 24 جيه زد-8إف.[22]
- القوات الجوية البحرية لجيش التحرير الشعبي الصيني: 24 جيه-8إف.[23]

## الخصائص الفنية (إف-8 آي آي إم)
البيانات من 
الخصائص العامة
- طاقم: 1
- طول: 21.39 م (70 قدم 2 بوصة) (20.53 م (67.4 قدم) بدون مسبار الأنف)
- باع الجناح: 9.344 م (30 قدم 8 بوصة)
- ارتفاع: 5.41 م (17 قدم 9 بوصة)
- مساحة الجناح: 42.2 م2 (454 قدم2)
- جناح حامل: الجذر: تساجي إس-12 (4.2%); الطرف: تساجي إس-12 (5%)[25]
- الوزن فارغة: 10,371 كـغ (22,864 رطل)
- الوزن الإجمالي: 15,288 كـغ (33,704 رطل)
- وزن الإقلاع الأقصى: 18,879 كـغ (41,621 رطل)
- محركات: 2 × قويتشو WP-13B محرك توربيني نفاث بعدي, 47.1 كـن (10,580 رطلق) thrust  الواحد dry, 68.6 كـن (15,430 رطلق) with afterburner

أداء
- السرعة القصوى: ماخ 2.2[26]
- Combat range: 1,000 كـم (621 ميل؛ 540 nmi) باستخدام 3 خزانات وقود إضافية
- نصف قطر القتال مع إعادة تزود بالوقود جويًا: 900 كـم (560 ميل؛ 490 nmi)
- سقف الخدمة: 18,000 م (59,055 قدم)
- g limits: +4.7 بشكل مستدام على 5,000 م (16,000 قدم)
- معدل الصعود: 224 م/ث (44,100 قدم/د) عند مستوى سطح البحر
- الدفع/الوزن: 0.74
- سرعة الإقلاع: 330 كم/س (210 ميل/س؛ 180 عقدة)
- مسافة الإقلاع: 630 م (2,070 قدم)
- سرعة الهبوط: 224 كم/س (139 ميل/س؛ 121 عقدة)
- مسافة الهبوط: 900 م (3,000 قدم)

تسليح

- مدفع رشاش: واحد 23 ملم تايب 23-أي أي أي
- نقاط تعليق: 1 نقطة تعليق على خط الوسط و6 نقاط تحت الجناح with a capacity of بقدرة حمل 3 خزانات وقود إضافية,
- Rockets: 4 x حاضنات صواريخ تايب 90-1 (57 ملم أو 90 ملم)
- صواريخ: 6 x بي إل-5 صواريخ جو-جو أو بي إل-9 صواريخ جو-جو أو 2 x آر-27آر1 صواريخ جو-جو أو 2 x بي إل-11 صواريخ جو-جو أو 2 x كيه إتش-31 صواريخ مضادة للسفن
- القنابل: 5 منخفضة السحب 500 كـغ (1,100 رطل) أو 10 x 250 كـغ (550 رطل) (4 تحت الجناح, 6 على خط الوسط)

إلكترونيات الطيران

- رادار
  - Zhuk-8 II
  - جيه إل-8إيه (تايب 1492)

## أنظر أيضًا
تطويرات ذات صلة
- تشنغدو جيه-7
- مشروع السيف الثاني أو Sabre II
- قويتشو جيه إل-9

طائرات شبيهة من حيث الدور والقدرة والعصر
- ميكويان-جوريفيتش ميج-23
- إف-4 فانتوم الثانية
- سوخوي سو-15